# Cayaponia ruizii
Cayaponia ruizii är en gurkväxtart som beskrevs av Célestin Alfred Cogniaux. Cayaponia ruizii ingår i släktet Cayaponia och familjen gurkväxter. Inga underarter finns listade i Catalogue of Life.